# 松本雅男
松本 雅男（まつもと まさお、1904年7月16日 - 1993年2月10日）は、日本の会計学者。一橋大学名誉教授。

## 人物・経歴
1904年、和歌山県伊都郡妙寺町（現かつらぎ町）出身。1922年和歌山県立和歌山商業学校卒、1925年山口高等商業学校卒業、同年歩兵第8連隊入営、1927年青島学院商業学校教諭、1929年大日本帝国陸軍少尉、1931年東京商科大学（現一橋大学）本科卒。金融論の井浦仙太郎ゼミ出身で、本科2年時に、論文「戦時戦後におけるわが国為替相場変動の研究」が鳳聚会二等上席に入選し出版される。
大学卒業後は彦根高等商業学校金融論担当助教授就任が一旦決まったが、その後担当が専門外の原価計算及び簿記と変わり、辞任も考えた末以降会計学専攻に転じて高瀬荘太郎に師事し同職を務めた。1932年、教授に昇格し工業経営論を開講。1936年から文部省派遣により2年間ドイツ、イタリア、アメリカ合衆国に留学し、ベルリン商科大学（現フンボルト大学ベルリン経済学部）でハインリッヒ・ニックリッシュやコンラート・メレログィッツの講義を、ヨハン・ヴォルフガング・ゲーテ大学フランクフルト・アム・マインでフリッツ・シュミットの講義を聴講するなどした。オイゲン・シュマーレンバッハの助言により、管理会計の構想に着手。1961年「標準原価計算の本質」を一橋大学に提出して商学博士を取得。また、同年には日本会計研究学会上野 ・太田賞を受賞した。
高瀬の招きで1941年東京商科大学予科教授に就任するが、1944年体調不良のため和歌山に戻り、和歌山連隊入営。歩兵第61連隊独立歩兵第64大隊付少尉となるが、陸軍所属の教え子の配慮により1945年に第6方面軍司令部付に異動となり前線を離れ日本の降伏を迎えた。1946年招集解除。
戦後、一橋大学教授となり、1959年には管理会計講座を開講した。1963年一橋大学商学部附属産業経営研究施設 （現一橋大学イノベーション研究センター）長。1968年に定年退官し、名誉教授となった。その後も成蹊大学経済学部教授、国際商科大学（のち東京国際大学）教授として教鞭をとった。

## 業績・研究内容
- 多くの弟子を育て、門下に岡本清（一橋大学名誉教授）[4][2]、森清（元成城大学教授）[5]など。

## 受賞・栄典
- 1961年：日本会計研究学会上野 ・太田賞受賞。

## 著書
- 『統制価格論』森山書店 1939
- 『工業会計』東洋書館 新経済学全書 1947
- 『企業比較論 企業能率測定の理論と実務』千倉書房 1948
- 『標準原価計算』同文館　1949
- 『営業費計算 販売原価計算』国元書房 1959
- 『経営分析入門』経林書房 1959
- 『管理会計概論』春秋社 新会計学全書 1964
- 『経営分析』千倉書房 1967
- 『原価管理』白桃書房 実践管理会計講座　1970
- 『原価計算』国元書房 1971
- 『管理会計』丸善 経営学全書 1973
- 『入門原価計算』税務経理協会 1979

### 共編著
- 『原価管理 理論と実際』畠山芳雄共編 ダイヤモンド社 1953
- 『利益管理』古川栄一共編 如水書房 現代経営選書 1953
- 『経営学講座 第9　管理会計』編 巌松堂書店 1956
- 『現代原価計算』番場嘉一郎,溝口一雄,中山隆祐共著 春秋社 現代会計学全集 1956
- 中山庚子男『商業簿記学の講義と問題の正しき解き方 新訂』西川義朗共補訂 大修館書店 1956
- 『ポリシーメーキング 経営方針と利益計画』畠山芳雄共編 白桃書房 1956
- 『原価計算詳解 例題と解答』編著 春秋社 1959
- 『ビジネス・プランニング』編 白桃書房 1962
- 『個別受注生産の管理会計』菊野恒夫,後藤弘共編著 白桃書房 1963
- 『新原価計算詳解 学習用テキスト版』編著 春秋社 1967
- 『近代会計学大系 第7　業績管理会計論』編 中央経済社 1969
- 『管理会計総論』編 同文館出版 体系管理会計 1971
- 『最新例解原価計算詳解』土渕健一,岡本清,板垣忠共著 春秋社 1977
- 『最新経営分析』青木茂男 (早稲田大学)共著 千倉書房 1982
- 『生産形態別利益指向の原価管理』北村照芳、小塚埜武寿共著 白桃書房 1984

### 翻訳
- K.メレロビッチ『コスト・マネジメント 原価計画と原価管理』小林靖雄共監訳 日本事務能率協会 1962

## 論文
- ＜松本雅男